# Hár, Jafnhár e Þriði

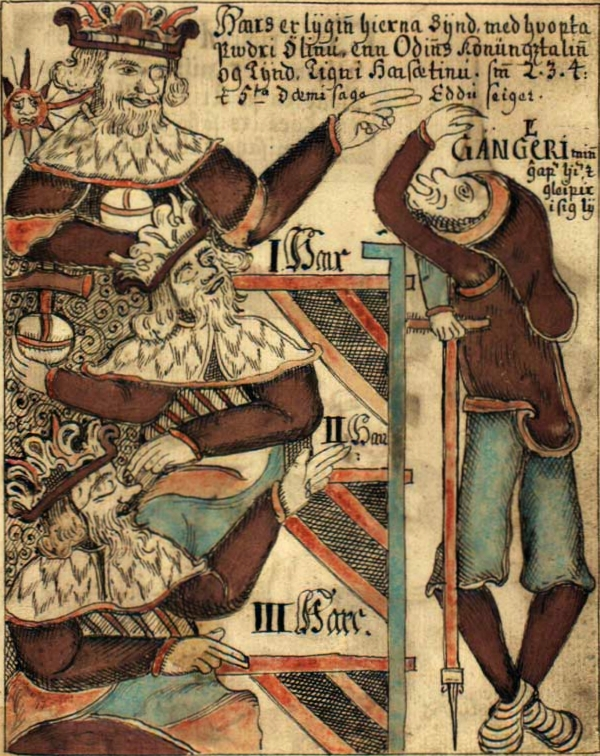
Manoscritto islandese del XVIII°secolo in cui Hár, Jafnhár e Þriði dialogano con Gangleri.

Hár, Jafnhár, e Þriði sono tre uomini che rispondono alle domande poste da Gangleri (descritto come Re Gylfi in incognito) nel poema Gylfaginning facente parte della Edda in prosa. Le tre figure siedono su tre troni con altezze differenti: Hár su quello più basso, Jafnhár sul secondo più alto, mentre Þriði su quello più alto tra tutti.
Nel 20º capitolo di Gylfaginning, vengono citati questi nomi come pseudonimi utilizzati da Odino:
"Mi chiamo [...] Þriði, [...] Hár, [... e] Jafnhár"»
(Snorri Sturlusson)